# Teerijärvi (sjö i Kajanaland, lat 63,98, long 28,27)
Teerijärvi är en sjö i Finland. Den ligger i kommunen Sotkamo i landskapet Kajanaland, i den centrala delen av landet, 500 km norr om huvudstaden Helsingfors. Teerijärvi ligger 188,2 meter över havet. Den är 13,05 meter djup. Arean är 1,11 kvadratkilometer och strandlinjen är 8,46 kilometer lång. Sjön  ingår i Uleälvens huvudavrinningsområde.   I omgivningarna runt Teerijärvi växer i huvudsak blandskog.